# Калининградский автобус
Калинингра́дский авто́бус — автобусная система общественного транспорта города Калининграда.

## История

### Довоенный период
До Второй мировой войны в Кёнигсберге действовало несколько автобусных маршрутов. Маршруты не образовывали единую сеть, а скорее служили дополнением к трамваю. В довоенном Кёнигсберге автобусные маршруты обозначались буквами, в то время как для обозначения трамвайных маршрутов использовались цифры.
Первый кёнигсбергский автобусный маршрут A открылся 15 ноября 1925 года. Он связал Штайндаммер Кирхплатц (нем. Stendammer Kirchplatz, пл. Штайндаммской кирхи) (в районе Ленинского проспекта рядом с гостиницей «Калининград») с Трагхаймер Пальве (нем. Tragheimer Palve, нынешний микрорайон Сельма в районе ул. Горького), проходя в том числе по улицам Миттельтрагхайм (нем. Mitteltragheim, Пролетарская ул.) и Самиттер Аллее (нем. Samitter Allee, ул. Горького). Однако просуществовал этот маршрут недолго, уже 7 декабря 1927 года он был закрыт в связи с открытием трамвайной линии до улицы Фрицентер Вег (нем. Fritzener Weg, Озёрная ул.).
Новый маршрут A открылся 1 апреля 1928 года. Этот маршрут шёл от крематория (ул. Александра Невского рядом с перекрёстком с ул. Льва Толстого) до пригорода Ротенштайн (нем. Rothenstein, далее по ул. Александра Невского). 17 июня того же года маршрут был продлён до пригорода Квендау (нем. Quendau, пос. Северная Гора).
3 декабря 1928 года открылся второй маршрут B Заттлергассе (нем. Sattlergasse, Портовая ул.) — порт. Третий маршрут C Главный вокзал (Южный вокзал) — станция Холлэндербаум — Северный вокзал был открыт 25 декабря 1929 года, но просуществовал недолго и был закрыт в декабре следующего года.
В 1930-х годах было открыто ещё несколько маршрутов. 1 ноября 1935 года открылся новый маршрут C от кольца трамваев 1 и 12 «Ханделсхоф» (нем. Handelshof, ул. Маршала Борзова) до пригорода Шарлоттенбург (нем. Charlottenburg, пос. Лермонтово) и маршрут D кольцо трамвая 12 скотобойня Розенау (нынешний мясокомбинат на аллее Смелых) — Нойендорфер штрассе (нем. Neuendorfer Strasse, ул. Емельянова). 4 мая того же года открылся маршрут E Закхаймские ворота — пригород Лип (нем. Liep, пос. Октябрьское). В 1940 или 1941 году для перевозки рабочих к верфям Шихау начал действовать маршрут F Заттлергассе (нем. Sattlergasse, Портовая ул.) — Континен (нем. Continen промышленный район в районе завода «Янтарь»).
Оператором автобусных маршрутов была фирма KWS.
В 1943 году маршрут D был электрифицирован и с 15 октября стал действовать как троллейбусный.

### Послевоенная история
Автобус стал первым видом общественного транспорта, восстановленным после войны. В соответствии с приказом № 77 Управления по гражданским делам, 10 сентября 1946 года начало действовать два маршрута:
- Гвардейская пл. — переправа — торговый порт — Киевская ул. — Южный вокзал

- Литейно-механический завод в посёлке Марауненхоф (ул. Александра Невского) — пл. Трёх Маршалов (пл. Победы) — Советский просп. — Сталинградский просп. — ЦБК-1 (целлюлозно-бумажный комбинат)

На этих первых маршрутах использовались довоенные немецкие автобусы, а уже в декабре 1947 года в Калининград прибыли первые советские автобусы ЗИС-16.
К 1949 году в Калининграде действовало пять маршрутов:
- № 1 пл Победы — Южный вокзал
- № 2 ул. Карла Маркса — литейно-механический завод
- № 3 пл. Победы — Октябрьская ул. — ул. Дзержинского — Ржевская ул. — пос. Космодемьянского
- № 4 пл. Победы — Советский просп. — Нарвская ул. — ул. Горького — Лесная ул. — пос. Квендау (Северная Гора)
- № 5 пл. Победы — Житомирская ул. — Московское шоссе — ЦБК-1

К началу пятидесятых годов немецкие автобусы были выведены из эксплуатации.
На протяжении лет постоянно росло количество автобусных маршрутов. К концу девяностых годов в городе действовало уже 24 городских автобусных маршрута (не считая пригородных, выходящих за пределы города), а в 2005 году их число достигло 37. На начало 2019 после обновления маршрутной сети  во внутригородском режиме (со всеми остановками в черте города) число маршрутов достигло 38.

## Подвижной состав

### Исторический
- Немецкие автобусы[3] (1925 — начало пятидесятых)
- ЗИС-16[3] (1947 — ?)
- ЗИС-155[3] (1953 — ?)
- Икарус−55[3] (50-е — ?)
- ЛиАЗ-677[3] (1969 — начало 00-х примерно)
- Икарус-180[3] (70-е — ?)
- Икарус−260[3] (70-е — начало 00-х примерно)

### Современный

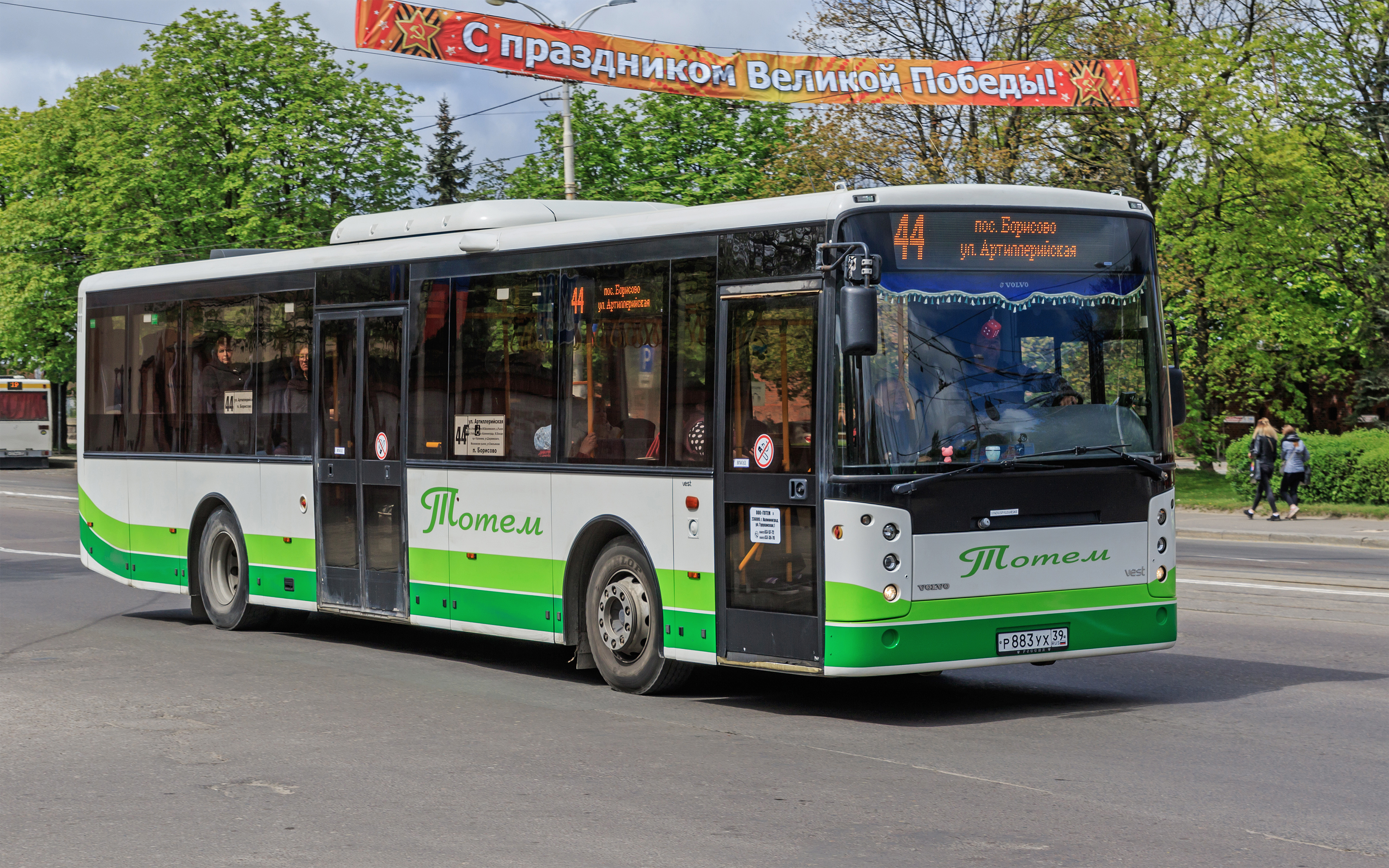
Автобус Volvo на маршруте 44

- Mercedes-Benz O405 (2000-н.в)
- Setra S215UL (2000-н.в)
- МАЗ-203 (2015-н.в)
- МАЗ-206 (2016-н.в)
- НефАЗ-5299 (2016-н.в)
- Vest Center H (2018-н .в)
- Setra S315 (2012-н.в)
- Solaris Urbino 12 (2018-н.в)
- Van Hool new A330 (2020-н.в)
- Säffle 8500LE (2017-н.в)
- Mercedes-Benz O407 (2000-н.в)
- Mercedes-Benz O407 (2017-н.в)
- MAN Lion's city (2016-н.в)
- Hispano Habit (2014-2022)
- Volvo 8700LE (2020-н.в)
- Mercedes-Benz Citaro (2013-н.в)
- Mercedes-Benz O305 (1994-2019 )
- Mercedes-Benz Intouro (2014-н.в)
- Mercedes-Benz O307 (1990-2021)
- MAN A21 nl263 (2012-н.в)
- MAN NL202 (2008-н.в)
- Neoplan Ü80 (1998-2013)
- MAN SÜ240 (1990-н.в)
- Setra S250 (2009-н.в)
- Setra S216HDS (2006-2022)
- Setra S215SL (2000-н.в)
- MAN SL202 (2003-2021)
- MAN NL262 (2012-2022)
- Mercedes-Benz Sprinter (2000-н.в)
- Iveco Daily (2012-н.в)
- ПАЗ-3204 (2011-2022)
- ЛиАЗ-5293 (2007-2015)
- Mercedes-Benz Conecto (2020-н.в)
- Setra S140 (1990-2010)
- Neoplan N4014 (2011-2021)
- Neoplan N4011 (2007-2011)
- ЛиАЗ-5256 (2009-2018)
- Higer KLQ6118G (2007-2021)
- Inbus U210FT (2002-2011)
- МАЗ-103 (2008-н.в)
- ЛиАЗ-5292 (2024-н.в)
- ГАЗель NEXT
- ГАЗель City

## Маршруты
Большинство маршрутов проходят через центр города и пересекают реку Преголю по эстакадному мосту. Маршруты обслуживают одно муниципальное и несколько частных предприятий. С 21 марта 2010 года вступила в действие новая схема движения общественного транспорта. С 1 августа 2016 года ликвидировали 19 и изменили 12 маршрутов. В 2021 году маршрутная сеть потерпела незначительные обновления. В апреле 2023 года были анонсированы очередные изменения маршрутной сети, которые прошли в два этапа. В сентябре, в рамках первого этапа изменили пять городских автобусных маршрутов. Так, на линию вышел новый маршрут №33 от конечной «СК Янтарный» через путепровод на улице Гайдара; Советский, Гвардейский и Московский проспекты до конечной в посёлке Родники. Его запустили с целью повышения транспортной доступности Кардиоцентра и Онкоцентра, расположенных в Родниках. Автобус №39 на Острове Октябрьском пошёл по Парадной набережной и Солнечному бульвару. Маршрут № 11 продлили с конечной «Улица Молодой Гвардии» до конечной «Остров Октябрьский», с прохождением по улице Маршала Покрышкина и Восточной эстакаде. В микрорайоне Сельма автобусный маршрут №7 пустили по улице Согласия, Рассветному переулку, улицам Маршала Жукова и Петра Панина, а маршрут №10 теперь не заезжает на улицы Петра Панина и Согласия. В рамках второго этапа изменения маршрутной сети, в декабре скорректировали три автобусных маршрута. Маршрут № 33 в микрорайоне Сельма пошёл по улицам Согласия и Гайдара, вместо Елизаветинской и Генерала Челнокова. В центральной же части города автобус стал заезжать на крупные остановки на Ленинском проспекте и улице Театральной. Автобус №23 поменял конечный остановочный пункт с «мкр. Чкаловск» на «СНТ 40 лет Победы», из схемы движения исключена часть улицы Лукашова. Теперь автобусы этого маршрута, следуя с улицы Планерной едут через улицы Кабилова, Жиленкова и Габайдулина. Последним изменением стало сокращение маршрута №31 с конечной «4-я Большая Окружная улица» до конечной «Переулок Крылова».
| Автобусные маршруты | Автобусные маршруты | Автобусные маршруты                         |
| Номер маршрута п/п  | Протяжённость км    | Конечные остановочные пункты                |
| ------------------- | ------------------- | ------------------------------------------- |
| 1                   | 26,9                | Улица Олега Кошевого - СК Янтарный          |
| 2а                  | 7,78                | Ленинский проспект - Улица Флотская         |
| 3                   | 33,7                | Улица Олега Кошевого - Улица Брусничная     |
| 4                   | 25,7                | мкр. Северная гора - завод Янтарь           |
| 5                   | 41,4                | Улица Олега Кошевого - Силикатный завод     |
| 7                   | 25,3                | Улица Павлика Морозова - СНТ Победа         |
| 8                   | 53,1                | Улица Олега Кошевого - Силикатный завод     |
| 9                   | 34,5                | Улица Брусничная - Сельхозтехника           |
| 10                  | 34,4                | Военный городок - Завод Янтарь              |
| 11                  | 27,5                | Улица Павлика Морозова - Остров Октябрьский |
| 14                  | 34,5                | мкр. Северная гора - мкр. Прегольский       |
| 16                  | 16,7                | Улица Олега Кошевого - завод Янтарь         |
| 18                  | 42,8                | мкр. Прибрежный - Улица Лейтенанта Катина   |
| 19                  | 50,8                | мкр. Прибрежный - Улица Артиллерийская      |
| 21                  | 25,9                | Улица Павлика Морозова - Автошкола          |
| 23                  | 38                  | мкр. Чкаловск - СНТ 40 лет Победы           |
| 24                  | 35,1                | Улица Брусничная - Улица Большая окружная   |
| 25                  | 28,9                | СНТ Медик - мкр. Северная гора              |
| 26                  | 33,4                | Улица Белорусская - Улица Молодой гвардии   |
| 27                  | 24,8                | завод Янтарь - Улица Ломоносова             |
| 28                  | 40,9                | Улица Ломоносова - Улица Левитана           |
| 29                  | 40,4                | завод Янтарь - СНТ Колосок                  |
| 30                  | 39,2                | СНТ Победа - Улица Олега Кошевого           |
| 31                  | 32,9                | мкр. Чкаловск - Переулок Крылова            |
| 32                  | 37,5                | Улица Артиллерийская - Силикатный завод     |
| 33                  | 33,7                | СК Янтарный - пос. Родники                  |
| 34                  | 32,4                | Юго восток- СНТ Мечта                       |
| 36                  | 34,6                | Улица Олега Кошевого - мкр. Чкаловск        |
| 37                  | 40,4                | Улица Олега Кошевого - СНТ Чайка            |
| 39                  | 41,0                | Улица Аксакова - Улица Павлика Морозова     |
| 40                  | 47,1                | СК Янтарный - озеро Пеньковое               |
| 44                  | 41,9                | пос. Луговое - Улица Артиллерийская         |
| 48                  | 29,9                | СК Янтарный - мкр. Совхозный                |

## Операторы
Операторами автобусных и пригородных / (междугородних) маршрутов в Калининграде и в Калининградской области являются несколько компаний-перевозчиков, такие как:
1. АО "Калининград-ГорТранс" (имеет маршруты: №№ 1,7,11,14,16,18, 23,27,30,32,33(введен с 01.09.23),34,36,37)
2. ООО "БалтТрансАвто" (имеет маршруты: №№ 74,75,92,121,156,173,620э)
3. ООО "Большой Папа"  (имеет маршруты: №№ 3,19,9)
4. ООО "Тотем Инвест" (имеет маршруты :№№ 94,44,103,104,109,110,114А,116,127А,137,141А,211Э,345,341,245Э)
5. ООО "Маршрутное Такси" (ИП Скиба В.С) (имеет маршруты: №№ 61,63,64,68,71,72)
6. ООО "Зеленоградск-Транс" (имеет маршруты: №№ 113,114,118,119,125,133,136,148,191)
7. ИП "Северов И.В" (имеет маршруты: №№ 244Э,120)
8. ООО "Регио-Экспресс" (бывшее название ООО "КенигТрансАвто") (имеет маршруты: №№ 105,106,107,108,140,205Э,207Э,307,600э)
9. ООО "РосЕвроТранс" (нынешнее ООО "СветлогорскАвто") (имеет маршруты: №№ 118А,125А,288,587)
10. ИП  "Койков К.Т" (имеет маршруты: №№ 5,28,39,40)
11. ООО "ВестЛайн" (имеет маршруты: №№ 4,8, 10,21,25,29,87)
12. ООО "Гурьевские Линии -1" (имеет маршруты: №№ 112,146к,145)
13. ОАО «Автоколонна № 1802» имеет маршруты: №№680Э)
14. ООО"СоветскАвтоТранс" (нынешнее ООО"Аркада") (имеет маршруты: №601э)